# Phaeothamniophycidae
A Phaeothamniophycidae, más néven Phaeothamniophyceae a sárgásmoszatok (Stramenopila) egyik csoportja. Két kládja a Phaeothamniales és a Pleurochloridellales, tagjai a sárgamoszatoktól különültek el.
Mélytengeri planktonban is előfordul DNS-e.
Legalább 19 nemzetségben 31 faja ismert.

## Történet
1884-ben írta le típusnemzetségét, a Phaeothamniont Lagerheim.
Két kládját, a Phaeothamnialest és a Pleurochloridalest 1954-ben írta le Bourrelly, illetve 1956-ban írta le Ettl. Eredetileg a sárgamoszatok közé sorolták, Bailey azonban 1998-ban kivette e csoportból.
Phaeothamniophyceae néven írták le Andersen és Bailey 1998-ban ultraszerkezet, pigmentek és rbcL-szekvenciák alapján. A Phaeothamnion confervicola, a Phaeoschizochlamys mucosa, a Pleurochloridella botrydiopsis és a Stichogloea doederleinii fajokban a heteroxantint ekkor mutatták ki.
Cavalier-Smith és Chao 2004-ben plazmodezmák helyett eleuteroszkízissel osztódó többsejtű sárgásbarna tengeri hínárokként írta le, és a Schizocladiophyceaevel együtt a barnamoszatok közé helyezését javasolta.
2013-ban Cavalier-Smith létrehozta az Aurophyceaet az Aurearenales és a Phaeothamniales s.s. egyesítésére, 2015-ben Ruggiero et al. az Aureophyceae szinonimájaként írták le.
2018-ban Lee a sárgászöld és a barnamoszatok legközelebbi rokonaként írta le.
2019-ben 5 új faját fedezték fel Graf et al., és megállapították, hogy a Phaeothamniophycidae az Aurearenophyceae testvércsoportja.

## Morfológia
Egyszerű többsejtű algák.:14 Fajai fonalasak, álfonalasak vagy kapszoidak, sejtjeik palmelloidak, ostorosak vagy kokkoidok, sejtjeik elülső ostorán van háromrészes tubuláris masztigonéma, a hátulsón nincs. Rizoplasztja vagy harántcsíkolt kinetoszóma-gyökere nincs, átmeneti hélixén 4–6 kör van a fő átmeneti lemez felett. Nincs ostor melletti sávja. A sejteket egy- vagy kétrészes sejtfal fedi. Szemfoltjai vannak. Több mint 800 μm széles kolóniákat alkothat, fonalai egyes fajokban nem ágaznak el, másokban igen. A legtöbb faj kloroplasztiszai nem rendelkeznek pirenoiddal, a Stichogloea globosa esetén azonban nem ismert, hoogy van-e pirenoid.
A kloroplasztiszon övlamella van, a hozzá tartozó endoplazmatikus retikulum membránja a külső maghártyával közvetlenül érintkezik. Plasztisz-DNS-e gyűrűs genofórban van. Mitokondriuma elektronsűrű, cristái rövidek és tubulárisak. Bár csoportjaikat sokszor tanulmányozták 18S rRNS alapján, a csoportok gyakran morfológiai és biokémiai megfigyeléseken alapultak.
Elektronsűrű vezikulumok vannak a Phaeoschizochlamys, a Phaeothamnion és a Stichogloea sejtfelszíne közelében, sejtfala laminált, alapi testei legalább 145°-os szöget zárnak be.

## Élőhely
Édes- és brakkvízben él.

## Életmód
Vannak kizárólagosan fototróf fajai.

## Biokémia
Klorofill a-t, c-t, fukoxantint, heteroxantint, diatoxantint és diadinoxantint termel.
Alginátokat termel, de nem ismert, milyen típusúakat.

## Genetika
A nad11 génje kettéosztott: C-terminális része RNS-e az N-terminális policisztronos RNS-étől elkülönül a Phaeothamnion confervicola genomjában.
trnL(UAA) leucil-transzfer-RNS-e rendelkezik I-es típusú intronnal.
2014-ben jelent meg a Phaeothamnion confervicola transzkriptomja, a Phaeothamnion wetherbeeit 2019-ben szekvenálták.:49, 232

## Filogenetika
Két kládja a Phaeothamniales és a Pleurochloridales, melyek mind ribocsoportok. A barnamoszatok közeli rokona.
Wetherbee et al. szerint testvércsoportja a Phaeosacciophyceae.

## Evolúció
Feltehetően 250–130 millió évvel ezelőtt alakulhatott ki, azonban nincs ismert fosszíliája.
Kapszoid fajai a sárgamoszatokéitól függetlenül fejlődtek ki.

## Fordítás
Ez a szócikk részben vagy egészben  a   Phaeothamniophycidae című angol Wikipédia-szócikk ezen változatának fordításán alapul.  Az eredeti cikk szerkesztőit annak laptörténete sorolja fel. Ez a jelzés csupán a megfogalmazás eredetét és a szerzői jogokat jelzi, nem szolgál a cikkben szereplő információk forrásmegjelöléseként.